# Deutsche Leichtathletik-Meisterschaften 1984/Resultate
Der Hauptteil der Wettbewerbe bei den 84. Deutschen Leichtathletik-Meisterschaften wurde vom 22. bis 24. Juni 1984 im Düsseldorfer Rheinstadion ausgetragen.
In der hier vorliegenden Auflistung werden die in den verschiedenen Wettbewerben jeweils ersten acht platzierten Leichtathletinnen und Leichtathleten aufgeführt.
Bei einzelnen Disziplinen finden sich Hinweise auf die Erfolge und das Abschneiden von Athleten im weiteren Saisonverlauf bei den Olympischen Spielen 1984 in Los Angeles, wo v. a. die Werfer einige Medaillen erringen konnten. Dabei sollte nicht vergessen werden, dass die meisten Warschauer-Pakt-Staaten die Spiele in Los Angeles boykottierten, sodass gerade im Wurfbereich zahlreiche Favoriten fehlten.
Eine Übersicht mit den Medaillengewinnerinnen und -gewinnern sowie einigen Anmerkungen zu den Meisterschaften findet sich unter dem Link Deutsche Leichtathletik-Meisterschaften 1984.
Wie immer gab es zahlreiche Disziplinen, die zu anderen Terminen an anderen Orten stattfanden – in den folgenden Übersichten jeweils konkret benannt.

## Meisterschaftsresultate Männer

### 100 m
| Platz | Athlet, Verein                              | Zeit (s) |
| ----- | ------------------------------------------- | -------- |
| 1     | Ralf Lübke (LG Bayer Leverkusen)            | 10,42    |
| 2     | Christian Zirkelbach (LAC Quelle Fürth)     | 10,46    |
| 3     | Jürgen Koffler (SV Salamander Kornwestheim) | 10,50    |
| 4     | Achim Piasetzki (LG Bayer Leverkusen)       | 10,57    |
| 5     | Peter Klein (SV Salamander Kornwestheim)    | 10,57    |
| 6     | Fritz Heer (TV Wattenscheid 01)             | 10,61    |
| 7     | Werner Zaske (TV Wattenscheid 01)           | 10,62    |
| 8     | Richard Luxenburger (LAC Quelle Fürth)      | 10,65    |

Datum: 22. Juni
Wind: −1,0 m/s

### 200 m
| Platz | Athlet, Verein                              | Zeit (s) |
| ----- | ------------------------------------------- | -------- |
| 1     | Ralf Lübke (LG Bayer Leverkusen)            | 20,87    |
| 2     | Achim Piasetzki (LG Bayer Leverkusen)       | 21,17    |
| 3     | Gerhard Sewald (Wacker Burghausen)          | 21,45    |
| 4     | Peter Klein (SV Salamander Kornwestheim)    | 21,49    |
| 5     | Markus Klameth (SV Salamander Kornwestheim) | 21,53    |
| 6     | Christian Müller (LG Frankfurt)             | 21,66    |
| 7     | Frank Pilgram (LG Langenfeld)               | 21,83    |
| 8     | Markus Werther (ASV Köln)                   | 22,00    |

Datum: 24. Juni
Wind: ±0,0 m/s

### 400 m
| Platz | Athlet, Verein                          | Zeit (s) |
| ----- | --------------------------------------- | -------- |
| 1     | Erwin Skamrahl (SV Groß Ilsede)         | 46,27    |
| 2     | Hartmut Weber (VfL Kamen)               | 46,47    |
| 3     | Thomas Giessing (LAZ bellanett Rhede)   | 46,56    |
| 4     | Jörg Vaihinger (OSC Thier Dortmund)     | 46,75    |
| 5     | Martin Weppler (VfL Sindelfingen)       | 46,98    |
| 6     | Edgar Nakladal (OSC Berlin)             | 47,04    |
| 7     | Klaus Just (SV Salamander Kornwestheim) | 47,32    |
| 8     | Willi Schmalzl (LG Regensburg)          | 48,31    |

Datum: 23. Juni

### 800 m
| Platz | Athlet, Verein                         | Zeit (min) |
| ----- | -------------------------------------- | ---------- |
| 1     | Axel Harries (TV Furtwangen)           | 1:46,87    |
| 2     | Hans-Peter Ferner (MTV Ingolstadt)     | 1:47,00    |
| 3     | Matthias Assmann (VfB Stuttgart)       | 1:47,16    |
| 4     | Holger Böttcher (LG Nord Berlin)       | 1:47,50    |
| 5     | Herbert Wursthorn (VfB Stuttgart)      | 1:47,59    |
| 6     | Peter Braun (LG Tuttlingen)            | 1:47,62    |
| 7     | Wolfgang Bußhoff (LAZ bellanett Rhede) | 1:48,13    |
| 8     | Rainer Thau (LC Mengerskirchen)        | 1:48,67    |

Datum: 24. Juni

### 1500 m
| Platz | Athlet, Verein                        | Zeit (min) |
| ----- | ------------------------------------- | ---------- |
| 1     | Uwe Becker (VfL Wolfsburg)            | 3:38,32    |
| 2     | Dr. Thomas Wessinghage (ASV Köln)     | 3:38,96    |
| 3     | Klaus-Peter Nabein (LAC Quelle Fürth) | 3:40,18    |
| 4     | Jürgen Grothe (VfL Waiblingen)        | 3:41,01    |
| 5     | Wolfgang Frombold (MTG Mannheim)      | 3:42,96    |
| 6     | Harald Hudak (LG Bayer Leverkusen)    | 3:43,51    |
| 7     | Wolfgang Otto (TV Wattenscheid 01)    | 3:44,05    |
| 8     | Klaus Klein (LAZ Zweibrücken)         | 3:44,14    |

Datum: 23. Juni

### 5000 m
| Platz | Athlet, Verein                         | Zeit (min) |
| ----- | -------------------------------------- | ---------- |
| 1     | Uwe Becker (VfL Wolfsburg)             | 13:55,34   |
| 2     | Robert Schneider (TSV Crailsheim)      | 14:00,29   |
| 3     | Wolf-Dieter Poschmann (ASV Köln)       | 14:02,06   |
| 4     | Rudi Hiller (VfL Sindelfingen)         | 14:03,65   |
| 5     | Detlef Schwarz (Hamburger SV)          | 14:04,36   |
| 6     | Werner Grommisch (LAZ bellanett Rhede) | 14:05,91   |
| 7     | Herbert Stephan (Rot-Weiß Koblenz)     | 14:06,64   |
| 8     | Uwe Baunack (VfL Wolfsburg)            | 14:07,10   |

Datum: 24. Juni

### 10.000 m
| Platz | Athlet, Verein                       | Zeit (min) |
| ----- | ------------------------------------ | ---------- |
| 1     | Christoph Herle (LAC Quelle Fürth)   | 28:42,83   |
| 2     | Ralf Salzmann (LG Frankfurt)         | 28:57,01   |
| 3     | Günter Zahn (LAC Quelle Fürth)       | 29:01,56   |
| 4     | Ingo Sensburg (LG Süd Berlin)        | 29:16,95   |
| 5     | Christian Collisy (Rot-Weiß Koblenz) | 29:18,22   |
| 6     | Jürgen Dächert (LG Frankfurt)        | 29:19,60   |
| 7     | Dirk Sander (LG Lage-Detmold)        | 29:21,52   |
| 8     | Kurt Oestreich (ASC Darmstadt)       | 29:36,82   |

Datum: 22. Juni

### 25-km-Straßenlauf
| Platz | Athlet, Verein                                | Zeit (h) |
| ----- | --------------------------------------------- | -------- |
| 1     | Herbert Steffny (Post-SV Jahn Freiburg)       | 1:16:15  |
| 2     | Günter Zahn (LAC Quelle Fürth)                | 1:16:52  |
| 3     | Hans-Jürgen Orthmann (VfL Wehbach)            | 1:16:54  |
| 4     | Konrad Dobler (TSV Göggingen)                 | 1:16:59  |
| 5     | Martin Grüning (LAV Bayer Uerdingen/Dormagen) | 1:17:23  |
| 6     | Ralf Salzmann (LG Frankfurt)                  | 1:17:28  |
| 7     | Jürgen Dächert (LG Frankfurt)                 | 1:17:37  |
| 8     | Leo Thoma (LG Frankfurt)                      | 1:17:38  |

Datum: 22. September
fand in Schwalmtal im Niederrhein statt

### 25-km-Straßenlauf, Mannschaftswertung
| Platz | Verein, Besetzung                                                                      | Zeit (h) |
| ----- | -------------------------------------------------------------------------------------- | -------- |
| 1     | LG Frankfurt I (Ralf Salzmann, Jürgen Dächert, Leo Thoma)                              | 3:52:46  |
| 2     | LAV Bayer Uerdingen/Dormagen (Martin Grüning, Bernd Kofferschläger, Martin Lüchtefeld) | 3:55:56  |
| 3     | Post-SV Jahn Freiburg (Herbert Steffny, Peter Jenniches, Michael Vogel)                | 3:56:52  |
| 4     | LAC Quelle Fürth (Günter Zahn, Reinhard Leibold, Anton Gorbunow)                       | 4:01:18  |
| 5     | VfL Wolfsburg (Fäsecke, Uwe Baunack, Dreyer)                                           | 4:01:18  |
| 6     | LG Frankfurt II (Hans Pfisterer, Rainer Süßmann, Dirk Bischoff)                        | 4:02:29  |
| 7     | LG Andernach-Neuwied (Peter Alt, Dietrich Rockenfeller, Wolfgang Boos)                 | 4:05:26  |
| 8     | SKV Eglosheim (Rainer Mühlberg, Wilhelm Gellert, W. Müller)                            | 4:10:17  |

Datum: 22. September
fand in Schwalmtal im Niederrhein statt

### Marathon
| Platz | Athlet, Verein                          | Zeit (h) |
| ----- | --------------------------------------- | -------- |
| 1     | Ralf Salzmann (LG Eintracht Frankfurt)  | 2:14:25  |
| 2     | Herbert Steffny (Post-SV Jahn Freiburg) | 2:14:30  |
| 3     | Michael Spöttel (LG Kreis Verden)       | 2:14:38  |
| 4     | Andreas Weniger (TG Viktoria Augsburg)  | 2:16:07  |
| 5     | Jürgen Dächert (LG Frankfurt)           | 2:16:22  |
| 6     | Franz Hornberger (Post-SV Weilheim)     | 2:16:59  |
| 7     | Günter Mielke (OSC Hoechst)             | 2:17:07  |
| 8     | Jürgen Raabe (OSC Hoechst)              | 2:18:23  |

Datum: 15. April
fand in Kandel statt

### Marathon, Mannschaftswertung
| Platz | Verein, Besetzung                                                         | Zeit (h) |
| ----- | ------------------------------------------------------------------------- | -------- |
| 1     | LG Frankfurt I (Ralf Salzmann, Jürgen Dächert, Hans Pfisterer)            | 6:49:48  |
| 2     | OSC Hoechst (Günter Mielke, Jürgen Raabe, Helmut Stenzel)                 | 6:59:50  |
| 3     | LG Seesen (Andreas Hennig, Hans-Günther Wolff, Peter Greif)               | 7:18:13  |
| 4     | Post SV Jahn Freiburg (Herbert Steffny, Peter Jenniches, Heinz Sütterlin) | 7:21:56  |
| 5     | LG Frankfurt II (Andreas Jost, Gustav Frischmann, Konrad Giehl)           | 7:24:22  |
| 6     | TG Viktoria Augsburg (Andreas Weniger, Reinhold Mayer, Helmut Bürger)     | 7:28:49  |
| 7     | LAC Neumünster (Bernd-Joachim Deters, Axel Wichmann, Hans-Joachim Funke)  | 7:36:39  |
| 8     | LG Sieg (Werner Tussing, Heinz Iskenius, Gerhard Wagner)                  | 7:37:20  |

Datum: 15. April
fand in Kandel statt

### 110 m Hürden
| Platz | Athlet, Verein                                 | Zeit (s) |
| ----- | ---------------------------------------------- | -------- |
| 1     | Peter Scholz (Eintracht Frankfurt)             | 13,99    |
| 2     | Jürgen Schoch (SV Salamander Kornwestheim)     | 14,08    |
| 3     | Jürgen Hingsen (LAV Bayer Uerdingen/Dormagen)  | 14,16    |
| 4     | Guido Kratschmer (USC Mainz)                   | 14,25    |
| 5     | Hans-Gerd Klein (LG Bayer Leverkusen)          | 14,33    |
| 6     | Stefan Mattern (LG Kreis Verden)               | 14,39    |
| 7     | Heiko Buss (Eintracht Frankfurt)               | 14,42    |
| 8     | Hubertus Kaiser (LAV Bayer Uerdingen/Dormagen) | 14,68    |

Datum: 23. Juni
Wind: −0,5 m/s

### 400 m Hürden
| Platz | Athlet, Verein                                | Zeit (s) |
| ----- | --------------------------------------------- | -------- |
| 1     | Harald Schmid (TV Gelnhausen)                 | 48,92    |
| 2     | Sven Mikisch (Berliner SC)                    | 50,24    |
| 3     | Uwe Schmitt (Eintracht Frankfurt)             | 50,26    |
| 4     | Peter Scholz (Eintracht Frankfurt)            | 50,61    |
| 5     | Matthias Kaulin (VfB Stuttgart)               | 50,99    |
| 6     | Markus König (TSG Akus Weinheim)              | 51,13    |
| 7     | Wolfgang Eichner (SV Salamander Kornwestheim) | 51,84    |
| 8     | Martin Bürkle (VfL Sindelfingen)              | 52,50    |

Datum: 24. Juni
Harald Schmid überzeugte ein paar Wochen später wieder bei den Olympischen Spielen und gewann dort die Bronzemedaille.

### 3000 m Hindernis
| Platz | Athlet, Verein                             | Zeit (min) |
| ----- | ------------------------------------------ | ---------- |
| 1     | Torsten Tiller (LG Göttingen)              | 8:36,32    |
| 2     | Carlo Seck (TV Gelnhausen)                 | 8:38,75    |
| 3     | Patriz Ilg (LAC Quelle Fürth)              | 8:40,53    |
| 4     | Andreas Pichler (LG Gauting-Stockdorf)     | 8:45,10    |
| 5     | Christian Schieber (OSC Berlin)            | 8:45,34    |
| 6     | Volker Benzinger (Stuttgarter Kickers)     | 8:45,76    |
| 7     | Willi Maier (SV (Salamander Kornwestheim)) | 8:45,91    |
| 8     | Bernd Weireter (LSG Aalen)                 | 8:46,49    |

Datum: 23. Juni

### 4 × 100 m Staffel
| Platz | Verein, Besetzung                                                                             | Zeit (s) |
| ----- | --------------------------------------------------------------------------------------------- | -------- |
| 1     | SV Salamander Kornwestheim I (Jürgen Koffler, Markus Klameth, Peter Klein, Jürgen Schoch)     | 39,39    |
| 2     | LG Bayer Leverkusen I (Norbert Dobeleit, Franz-Peter Hofmeister, Achim Piasetzki, Ralf Lübke) | 39,45    |
| 3     | TV Wattenscheid 01 (Helmut Egler, Werner Zaske, Fritz Heer, Hans Fritzsche)                   | 39,93    |
| 4     | SV Salamander Kornwestheim II (Wolfgang Zinser, Günter Fading, Knut Krohn, Frank Rzepka)      | 40,56    |
| 5     | LC Paderborn (Trncic, Rolf Müller, Jens Schulze, Barnert)                                     | 40,75    |
| 6     | LG Bayer Leverkusen II (Lehner, Michael Runkel, Haas, Opfer)                                  | 40,93    |
| 7     | LG Wipperfürth (Oliver Kreth, Andreas Maul, Axel Cleve, Benno Eicker)                         | 41,23    |
| DNF   | Post-SV Hannover (Ulrich Dittmar, Martin Gloger, Jürgen Neigenfind, Rolf Tauche)              |          |

Datum: 23. Juni

### 4 × 400 m Staffel
| Platz | Verein, Besetzung                                                                        | Zeit (min) |
| ----- | ---------------------------------------------------------------------------------------- | ---------- |
| 1     | SV Union Groß Ilsede (Reinald Kohne, Carsten Fischer, Uwe Wegner, Erwin Skamrahl)        | 3:06,92    |
| 2     | Eintracht Frankfurt (Markus Söhnge, Lothar Krieg, Peter Scholz, Uwe Schmitt)             | 3:07,42    |
| 3     | LAZ bellanett Rhede (Michael Bußhoff, Wolfgang Bußhoff, Hilmar Lange, Thomas Giessing)   | 3:07,55    |
| 4     | LG Bayer Leverkusen (Haas, Christoph Trappe, Rolf Dresen, Franz-Peter Hofmeister)        | 3:08,57    |
| 5     | OSC Thier Dortmund (Christian Meyer, Hanswalter Dobbelmann, Ralf Oehmen, Jörg Vaihinger) | 3:09,23    |
| 6     | VfL Sindelfingen (Uwe Keim, Stefan Schnabel, Martin Bürkle, Martin Weppler)              | 3:10,35    |
| 7     | VfL Kamen (Oliver Kastner, Thomas Wilking, Mark Henrich, Hartmut Weber)                  | 3:11,41    |
| 8     | Post-SV Hannover (Günter Sievert, Kues, Frank Janssen, Gunnar Eckert)                    | 3:14,99    |

Datum: 24. Juni

### 4 × 800 m Staffel
| Platz | Verein, Besetzung                                                                        | Zeit (min) |
| ----- | ---------------------------------------------------------------------------------------- | ---------- |
| 1     | VfB Stuttgart (Andreas Baranski, Herbert Wursthorn, Hans Allmandinger, Matthias Assmann) | 7:15,36    |
| 2     | MTV Ingolstadt (Gerhard Köbe, Thomas von Grossmann, Hans Lang, Hans-Peter Ferner)        | 7:21,90    |
| 3     | LG Nord Berlin (Ingo Plucinski, Schulze, Helge Loska, Holger Böttcher)                   | 7:22,58    |
| 4     | VfV Hildesheim (Stephan Kohlrautz, Wolfgang Schreiber, Jens Becker, Eckhardt Rüter)      | 7:23,55    |
| 5     | ASV Köln (Laumen, Harald Steindor, Thorsten Hotop, Ulrich)                               | 7:24,96    |
| 6     | Hamburger SV (Thomas Dietrich, Matthias Drey, Detlef Schwarz, Lars Brechtel)             | 7:31,63    |
| 7     | LG Essen (Jochem, Jahn, Oliver Gossmann, Christoph Große-Rhode)                          | 7:32,19    |
| 8     | VfL Kamen (Frank Seelhoff, Mark Henrich, Thomas Wilking, Popp)                           | 7:32,58    |

Datum: 22. Juli
fand in Fulda im Rahmen der Deutschen Jugendmeisterschaften statt

### 4 × 1500 m Staffel
| Platz | Verein, Besetzung                                                                      | Zeit (min) |
| ----- | -------------------------------------------------------------------------------------- | ---------- |
| 1     | TV Wattenscheid 01 (Eckhardt Sperlich, Michael Damberg, Wolfgang Otto, Uwe Mönkemeyer) | 15:06,39   |
| 2     | TB Emmendingen (Alfons Graf, Ulrich Hildebrand, Reinhard Aechtle, Harald Olbrich)      | 15:08,85   |
| 3     | VfL Wolfsburg (Uwe Tegtbur, Guido Hepe, Uwe Baunack, Uwe Becker)                       | 15:10,87   |
| 4     | LG Bayer Leverkusen (A. Müller, Harald Hudak, Peter Belger, Karl Fleschen)             | 15:14,24   |
| 5     | LG Hammer Park Hamburg (Stefan Rohaly, Johannsen, Olaf Thomsen, Christian Husmann)     | 15:15,41   |
| 6     | TSV Crailsheim (Bernhard Chemnitz, Eckart Baier, Robert Schneider, Rolf Kettemann)     | 15:19,06   |
| 7     | Stuttgarter Kickers (Klaus Veitinger, Kai Röcker, Dirk Jaschinski, Stéphane Franke)    | 15:20,20   |
| 8     | VfL Sindelfingen (Axel Kästle, Martin Stähle, Rudi Hiller, Krause)                     | 15:23,79   |

Datum: 22. Juli
fand in Fulda im Rahmen der Deutschen Jugendmeisterschaften statt

### 20-km-Gehen
| Platz | Athlet, Verein                          | Zeit (h) |
| ----- | --------------------------------------- | -------- |
| 1     | Alfons Schwarz (LAC Quelle Fürth)       | 1:26:00  |
| 2     | Karl Degener (VfL Wolfsburg)            | 1:26:56  |
| 3     | Horst-Joachim Matern (LAC Quelle Fürth) | 1:27:38  |
| 4     | Robert Mildenberger (LAC Quelle Fürth)  | 1:28:20  |
| 5     | Torsten Zervas (LAV Aschaffenburg)      | 1:29:32  |
| 6     | Heinrich Schubert (TuS Duchroth)        | 1:29:41  |
| 7     | Wolfgang Wiedemann (LAC Quelle Fürth)   | 1:30:26  |
| 8     | Jürgen Meyer (VfL Wolfsburg)            | 1:31:18  |

Datum: 22. Juni

### 20-km-Gehen, Mannschaftswertung
| Platz | Verein, Besetzung                                                            | Zeit (h) |
| ----- | ---------------------------------------------------------------------------- | -------- |
| 1     | LAC Quelle Fürth (Alfons Schwarz, Horst-Joachim Matern, Robert Mildenberger) | 4:21:58  |
| 2     | VfL Wolfsburg (Karl Degener, Jürgen Meyer, Heinz Mayr)                       | 4:43:46  |
| 3     | Meiendorfer SV (Fritz Helms, Thomas Hansen, Norden)                          | 4:48:31  |
| 4     | Eintracht Frankfurt (Ralf Engel, Hans Michalski, Michael Lohr)               | 4:58:16  |
| 5     | TV Kaufbeuren (Max Müller, Herbert Klaus, Günter Thomas)                     | 5:00:51  |
| 6     | Post SV Bremen (Jürgen Hold, Lüdtke, Klapper)                                | 5:06:17  |
| 7     | LG Unterweser Brake (Detlef Heitmann, Arthur Boburka, Gerhard Scholz)        | 5:06:25  |
| 8     | TB Bad Krozingen (Josef Jakob, Elmar Zähringer, Hans-Jürgen Möhring)         | 5:11:06  |

Datum: 22. Juni

### 50-km-Gehen
| Platz | Athlet, Verein                          | Zeit (h) |
| ----- | --------------------------------------- | -------- |
| 1     | Walter Schwoche (Eintracht Hildesheim)  | 3:57:26  |
| 2     | Heinrich Schubert (TuS Duchroth)        | 3:59:47  |
| 3     | Horst-Joachim Matern (LAC Quelle Fürth) | 4:03:45  |
| 4     | Robert Mildenberger (LAC Quelle Fürth)  | 4:05:17  |
| 5     | Alfons Schwarz (LAC Quelle Fürth)       | 4:06:03  |
| 6     | Fritz Helms (Meiendorfer SV)            | 4:17:18  |
| 7     | Thomas Hansen (Meiendorfer SV)          | 4:19:17  |
| 8     | Detlef Heitmann (LG Unterweser Brake)   | 4:20:24  |

Datum: 15. April
fand in Bad Krozingen statt

### 50-km-Gehen, Mannschaftswertung
| Platz | Verein, Besetzung                                                            | Zeit (h) |
| ----- | ---------------------------------------------------------------------------- | -------- |
| 1     | LAC Quelle Fürth (Horst-Joachim Matern, Robert Mildenberger, Alfons Schwarz) | 12:15:05 |
| 2     | Meiendorfer SV (Fritz Helms, Thomas Hansen, Norden)                          | 13:02:46 |
| 3     | Eintracht Frankfurt (Hans Michalski, Helmut Teutsch, Ralf Engel)             | 13:28:18 |
| 4     | TB Bad Krozingen (Hans-Jürgen Möhring, Elmar Zähringer, H. Jakob)            | 14:09:36 |
| 5     | Post SV Bremen (Klapper, Jürgen Hold, Lüdtke)                                | 14:13:17 |
| 6     | SV 09 Otterberg (K. Schäfer, Wolfgang Neumüller, Roland Schröder)            | 14:20:02 |
| 7     | TV Kaufbeuren (Herbert Klaus, Karl-Heinz Adam, Günter Thomas)                | 14:27:52 |
| 8     | LG Göttingen (Kloppe, G. Müller, Ahnert)                                     | 15:01:50 |

Datum: 15. April
fand in Bad Krozingen statt

### Hochsprung
| Platz | Athlet, Verein                            | Höhe (m) |
| ----- | ----------------------------------------- | -------- |
| 1     | Dietmar Mögenburg (ASV Köln)              | 2,26     |
| 2     | Carlo Thränhardt (ASV Köln)               | 2,26     |
| 3     | Andre Schneider-Laub (TV Wattenscheid 01) | 2,20     |
| 4     | Gerd Nagel (LG Frankfurt)                 | 2,20     |
| 5     | Paul Frommeyer (TV Wattenscheid 01)       | 2,20     |
| 6     | Holger Marten (Bremer TS Neustadt)        | 2,15     |
| 7     | Peter Blank (LG Frankfurt)                | 2,10     |
| 7     | Klaus Trapka (LG Bayer Leverkusen)        | 2,10     |

Datum: 23. Juni
Bei den Olympischen Spielen in Los Angeles im selben Jahr steigerte sich Dietmar Mögenburg auf 2,35 m und gewann die Goldmedaille.

### Stabhochsprung
| Platz | Athlet, Verein                                | Höhe (m) |
| ----- | --------------------------------------------- | -------- |
| 1     | Günther Lohre (SV Salamander Kornwestheim)    | 5,30     |
| 2     | Gerhard Schmidt (VT Zweibrücken)              | 5,20     |
| 3     | Detlef de Raad (TV Wattenscheid 01)           | 5,20     |
| 4     | Manfred Reichert (SV Salamander Kornwestheim) | 5,20     |
| 5     | Gerald Heinrich (USC Mainz)                   | 5,00     |
| 6     | Helmar Schmidt (USC München)                  | 5,00     |
| 7     | Dietmar Wesp (VfL Sindelfingen)               | 5,00     |
| 7     | Eberhard Spannheimer (LG Höchberg / Würzburg) | 5,00     |

Datum: 23. Juni

### Weitsprung
| Platz | Athlet, Verein                              | Weite (m) |
| ----- | ------------------------------------------- | --------- |
| 1     | Joachim Busse (LG Bayer Leverkusen)         | 7,92      |
| 2     | Winfried Klepsch (TV Wattenscheid 01)       | 7,85      |
| 3     | Rainer Sonnenburg (Hamburger SV)            | 7,72      |
| 4     | Uwe Palm (USC Mainz)                        | 7,68      |
| 5     | Markus Kessler (VfL Wolfsburg)              | 7,67      |
| 6     | Bernd Bieber (LAV Bayer Uerdingen/Dormagen) | 7,65      |
| 7     | Joakim Assenmacher (USC Mainz)              | 7,52      |
| 8     | Dr. Hans Schicker (LG Stiftland)            | 7,29      |

Datum: 24. Juni

### Dreisprung
| Platz | Athlet, Verein                               | Weite (m) |
| ----- | -------------------------------------------- | --------- |
| 1     | Ralf Jaros (LG DJK Düsseldorf/Neuss)         | 16,81     |
| 2     | Peter Bouschen (LG DJK Düsseldorf/Neuss)     | 16,79     |
| 3     | Wolfgang Knabe (SV Union Groß-Ilsede)        | 16,12     |
| 4     | Wolfgang Zinser (SV Salamander Kornwestheim) | 15,88     |
| 5     | Dieter Stotz (VfB Stuttgart)                 | 15,84     |
| 6     | Wolfgang Mai (FC Schalke 04)                 | 15,56     |
| 7     | Wolfram Walther (Eintracht Frankfurt)        | 15,38     |
| 8     | Markus Häcker (TSG Akus Weinheim)            | 15,17     |

Datum: 23. Juni

### Kugelstoßen
| Platz | Athlet, Verein                                  | Weite (m) |
| ----- | ----------------------------------------------- | --------- |
| 1     | Karsten Stolz (TV Wattenscheid 01)              | 19,73     |
| 2     | Bernd Kneißler (SV Salamander Kornwestheim)     | 18,87     |
| 3     | Udo Gelhausen (LG Bayer Leverkusen)             | 18,79     |
| 4     | Claus-Dieter Föhrenbach (USC Heidelberg)        | 18,40     |
| 5     | Bernd Seel (SV Salamander Kornwestheim)         | 17,92     |
| 6     | Michael Hübscher (LAV Bayer Uerdingen/Dormagen) | 17,74     |
| 7     | Wolfgang Huhn (LAC Quelle Fürth)                | 17,71     |
| 8     | Stefan Schröfel (LG Frankfurt)                  | 17,65     |

Datum: 24. Juni

### Diskuswurf
| Platz | Athlet, Verein                              | Weite (m) |
| ----- | ------------------------------------------- | --------- |
| 1     | Alwin Wagner (USC Mainz)                    | 65,28     |
| 2     | Werner Hartmann (VfL Buchloe)               | 65,50     |
| 3     | Rolf Danneberg (LG Wedel-Pinneberg)         | 65,24     |
| 4     | Alois Hannecker (MTV Ingolstadt)            | 60,04     |
| 5     | Bernd Kneißler (SV Salamander Kornwestheim) | 58,50     |
| 6     | Wulf Brunner (TV Gelnhausen)                | 57,78     |
| 7     | Jürgen Riese (LG Frankfurt)                 | 57,44     |
| 8     | Stefan Schröfel (LG Frankfurt)              | 54,44     |

Datum: 23. Juni
Hohes Niveau beim Diskuswurf: Rolf Danneberg, im selben Jahr überraschend Olympiasieger in Los Angeles, landete hier bei den Deutschen Meisterschaften – mit allerdings hochwertigen 65,24 m – ‚nur‘ auf dem dritten Platz. Der Deutsche Meister Alwin Wagner wurde in Los Angeles Olympiasechster.

### Hammerwurf
| Platz | Athlet, Verein                         | Weite (m) |
| ----- | -------------------------------------- | --------- |
| 1     | Karl-Hans Riehm (TV Wattenscheid 01)   | 78,20     |
| 2     | Klaus Ploghaus (LG Bayer Leverkusen)   | 75,02     |
| 3     | Jörg Schaefer (TV Wattenscheid 01)     | 71,92     |
| 4     | Marc Odenthal (LG Bayer Leverkusen)    | 70,36     |
| 5     | Rainer Schons (TV Wattenscheid 01)     | 68,80     |
| 6     | Manfred Schubert (LG Bayer Leverkusen) | 68,26     |
| 7     | Peter Ploghaus (TSG Oberursel)         | 66,40     |
| 8     | Wolfgang Heinrich (LAC Quelle Fürth)   | 65,92     |

Datum: 24. Juni
Karl-Hans Riehm und Klaus Ploghaus gewannen im selben Jahr bei den Olympischen Spielen in Los Angeles Silber und Bronze.

### Speerwurf
| Platz | Athlet, Verein                          | Weite (m) |
| ----- | --------------------------------------- | --------- |
| 1     | Klaus Tafelmeier (LG Bayer Leverkusen)  | 90,10     |
| 2     | Wolfram Gambke (LG Wedel-Pinneberg)     | 84,88     |
| 3     | Peter Blank (LG Frankfurt)              | 80,20     |
| 4     | Josef Strehle (MTG Mannheim)            | 72,56     |
| 5     | Karl-Heinz Janneck (TV Wattenscheid 01) | 74,52     |
| 6     | Peter Schreiber (TSV Leinfelden)        | 72,80     |
| 7     | Josef Schaffarzik (LAC Quelle Fürth)    | 72,74     |
| 8     | Roland Schemminger (TSV Lautlingen)     | 72,34     |

Datum: 24. Juni
Bei den Olympischen Spielen in Los Angeles im selben Jahr erlebte der deutsche Meister Klaus Tafelmeier eine Enttäuschung und schied bereits in der Qualifikation aus, während Wolfram Gambke ziemlich überraschend Olympiavierter wurde.

### Zehnkampf
Der Wettbewerb fand am 8./9. September in Ahlen statt, musste jedoch am zweiten Tag wegen heftiger Regenfälle nach sieben Disziplinen abgebrochen werden. 

### CrosslaufMittelstrecke –3,4 km
| Platz | Athlet, Verein                          | Zeit (min) |
| ----- | --------------------------------------- | ---------- |
| 1     | Uwe Mönkemeyer (TV Wattenscheid 01)     | 9:05,5     |
| 2     | Reinhard Aechtle (TB Emmendingen)       | 9:07,0     |
| 3     | Volker Welzel (VfL Platte Heide Menden) | 9:08,0     |
| 4     | Karlo Seck (TV Gelnhausen)              | 9:11,0     |
| 5     | Werner Grommisch (LAZ bellanett Rhede)  | 9:13,4     |
| 6     | Uwe Becker (VfL Wolfsburg)              | 9:14,8     |
| 7     | Martin Großkopf (ESV Münster / Dieburg) | 9:16,6     |
| 8     | Harald Olbrich (TB Emmendingen)         | 9:17,2     |

Datum: 25. Februar
fand in Waiblingen statt

### CrosslaufMittelstrecke –3,4 km, Mannschaftswertung
| Platz | Verein, Besetzung                                                        | Platzziffer |
| ----- | ------------------------------------------------------------------------ | ----------- |
| 1     | TB Emmendingen (Reinhard Aechtle, Harald Olbrich, Ulrich Hildebrand)     | 030         |
| 2     | VfL Wolfsburg (Uwe Becker, Uwe Baunack, Axel Diedrich)                   | 043         |
| 3     | TV Wattenscheid 01 (Uwe Mönkemeyer, Michael Damberg, Borgmann)           | 049         |
| 4     | ESV Münster / Dieburg (Martin Großkopf, Wagner, Werner Römer)            | 061         |
| 5     | ASC Darmstadt (Kurt Oestreich, Robert Freimark, Ralf Eckert)             | 078         |
| 6     | VfL Platte Heide Menden (Volker Welzel, Thomas Geise, Fehrs)             | 078         |
| 7     | LG Andernach-Neuwied (Stephan Karczewski, Roland Adams, Michael Schäfer) | 103         |
| 8     | OSC Berlin (Norbert Dreger, Christian Schieber, Holger Klingberg)        | 122         |

Datum: 25. Februar
fand in Waiblingen statt

### CrosslaufLangstrecke –10,2 km
| Platz | Athlet, Verein                                | Zeit (min) |
| ----- | --------------------------------------------- | ---------- |
| 1     | Hans-Jürgen Orthmann (VfL Wehbach)            | 28:28,0    |
| 2     | Christoph Herle (LAC Quelle Fürth)            | 28:41,3    |
| 3     | Michael Scheytt (VfL Sindelfingen)            | 28:45,6    |
| 4     | Rainer Schwarz (LG Gauting-Stockdorf)         | 28:50,6    |
| 5     | Konrad Dobler (TSV Göggingen)                 | 28:51,3    |
| 6     | Robert Schneider (TSV Crailsheim)             | 28:51,9    |
| 7     | Bernd Rangen (LAV Bayer Uerdingen/Dormagen)   | 28:56,1    |
| 8     | Martin Grüning (LAV Bayer Uerdingen/Dormagen) | 28:57,9    |

Datum: 25. Februar
fand in Waiblingen statt

### CrosslaufLangstrecke –10,2 km, Mannschaftswertung
| Platz | Verein, Besetzung                                                                 | Platzziffer |
| ----- | --------------------------------------------------------------------------------- | ----------- |
| 1     | LAC Quelle Fürth (Christoph Herle, Reinhard Leibold, Gerhard Krippner)            | 021         |
| 2     | LAV Bayer Uerdingen/Dormagen (Bernd Rangen, Martin Grüning, Bernd Kofferschläger) | 035         |
| 3     | VfL Sindelfingen (Michael Scheytt, Hans Peter Droste, Martin Stähle)              | 062         |
| 4     | ASV Köln (Wolf-Dieter Poschmann, Dr. Thomas Wessinghage, Thomas Langhammer)       | 080         |
| 5     | LG Kreis Verden (Michael Spöttel, Jürgen Schulze, Luttmann)                       | 100         |
| 6     | LG Bayer Leverkusen (Wilhelm Jungbluth, Harald Koken, Georg Lukas)                | 125         |
| 7     | OSC Hoechst (Helmut Stenzel, Kurt Stenzel, Dietmar Stenzel)                       | 128         |
| 8     | TSV Crailsheim (Robert Schneider, Bernhard Chemnitz, Martin Groh)                 | 135         |

Datum: 25. Februar
fand in Waiblingen statt

## Meisterschaftsresultate Frauen

### 100 m
| Platz | Athletin, Verein                         | Zeit (s) |
| ----- | ---------------------------------------- | -------- |
| 1     | Heidi-Elke Gaugel (VfL Sindelfingen)     | 11,26    |
| 2     | Michaela Schabinger (MTV Ingolstadt)     | 11,66    |
| 3     | Resi März, geb. Fischer (MTV Ingolstadt) | 11,70    |
| 4     | Elke Vollmer (OSC Thier Dortmund)        | 11,72    |
| 5     | Ulrike Sarvari (USC Heidelberg)          | 11,82    |
| 6     | Martina Frank (LG Andernach/Neuwied)     | 11,83    |
| 6     | Mechthild Kluth (SC Eintracht Hamm)      | 11,83    |
| 8     | Christine Elsner (USC Mainz)             | 12,43    |

Datum: 22. Juni
Wind: −0,7 m/s

### 200 m
| Platz | Athletin, Verein                     | Zeit (s) |
| ----- | ------------------------------------ | -------- |
| 1     | Heidi-Elke Gaugel (VfL Sindelfingen) | 23,02    |
| 2     | Ute Thimm, geb. Finger (ASV Köln)    | 23,41    |
| 3     | Ulrike Sommer (LAC Quelle Fürth)     | 23,46    |
| 4     | Michaela Schabinger (MTV Ingolstadt) | 23,48    |
| 5     | Heike Schulte-Mattler (TV Voerde)    | 23,61    |
| 6     | Claudia Steger (LG Bayer Leverkusen) | 23,87    |
| 7     | Martina Frank (LG Andernach/Neuwied) | 23,97    |
| 8     | Christine Wahl (USC Heidelberg)      | 24,17    |

Datum: 24. Juni
Wind: −1,5 m/s

### 400 m
| Platz | Athletin, Verein                                 | Zeit (s) |
| ----- | ------------------------------------------------ | -------- |
| 1     | Ute Thimm, geb. Finger (ASV Köln)                | 51,35    |
| 2     | Gaby Bußmann (SC Eintracht Hamm)                 | 51,80    |
| 3     | Heike Schulte-Mattler (TV Voerde)                | 52,37    |
| 4     | Elke Decker (LG Bayer Leverkusen)                | 52,85    |
| 5     | Gisela Kinzel, geb, Gottwald (SC Eintracht Hamm) | 53,02    |
| 6     | Christina Sussiek (LG Bayer Leverkusen)          | 53,06    |
| 7     | Nicole Leistenschneider (MTG Mannheim)           | 53,15    |
| 8     | Ulrike Sommer (LAC Quelle Fürth)                 | 53,30    |

Datum: 23. Juni

### 800 m
| Platz | Athletin, Verein                         | Zeit (min) |
| ----- | ---------------------------------------- | ---------- |
| 1     | Margrit Klinger (TV Obersuhl)            | 2:00,61    |
| 2     | Petra Kleinbrahm (LG Bayer Leverkusen)   | 2:02,62    |
| 3     | Margit Schultheiß (VT Zweibrücken)       | 2:03,96    |
| 4     | Ursula Heldt (TSV Salzgitter)            | 2:04,74    |
| 5     | Gabriela Lesch (TSV Kirchhain)           | 2:05,55    |
| 6     | Brigitte Brückner (LAC Quelle Fürth)     | 2:06,73    |
| 7     | Silvia Merten (Barmer TV 1846 Wuppertal) | 2:10,15    |
| DNF   | Simone Büngener (ASV Köln)               |            |

Datum: 24. Juni

### 1500 m
| Platz | Athletin, Verein                           | Zeit (min) |
| ----- | ------------------------------------------ | ---------- |
| 1     | Margrit Klinger (TV Obersuhl)              | 4:08,81    |
| 2     | Roswitha Gerdes (ASV Köln)                 | 4:09,26    |
| 3     | Ines Deselaers (LAV Düsseldorf)            | 4:11,80    |
| 4     | Sigrid Wulsch (Bielefelder TG)             | 4:15,02    |
| 5     | Birgit Schmidt (LC Paderborn)              | 4:15,40    |
| 6     | Claudia Borgschulze (TuS 09 Erkenschwick)  | 4:18,23    |
| 7     | Susanne Schlichtherle (TSV Bad Wörishofen) | 4:18,51    |
| 8     | Martina Becker (TV Bad Mergentheim)        | 4:25,81    |

Datum: 23. Juni

### 3000 m
| Platz | Athletin, Verein                                 | Zeit (min) |
| ----- | ------------------------------------------------ | ---------- |
| 1     | Brigitte Kraus (ASV Köln)                        | 8:58,71    |
| 2     | Vera Michallek, geb. Steiert (SC Eintracht Hamm) | 9:04,54    |
| 3     | Birgit Schmidt (LC Paderborn)                    | 9:18,76    |
| 4     | Steffi Böker (Bielefelder TG)                    | 9:20,99    |
| 5     | Frieda Jahnsen (VfL Ockenhausen)                 | 9:22,25    |
| 6     | Astrid Schmidt (LAV Aschaffenburg)               | 9:22,67    |
| 7     | Christina Mai (LAV co op Dortmund)               | 9:22,84    |
| 8     | Elisabeth Franzis (SV Sonsbeck)                  | 9:27,52    |

Datum: 24. Juni

### 10.000 m
| Platz | Athletin, Verein                                                    | Zeit (min) |
| ----- | ------------------------------------------------------------------- | ---------- |
| 1     | Charlotte Teske, geb. Bernhard (ASC Darmstadt)                      | 33:29,76   |
| 2     | Christina Mai (LAV co op Dortmund)                                  | 33:50,26   |
| 3     | Christa Vahlensieck, geb. Kofferschläger (Barmer TV 1846 Wuppertal) | 34:17,97   |
| 4     | Susanne Müller (LG Süd Berlin)                                      | 34:58,27   |
| 5     | Birgit Lennartz (ASV Sankt Augustin)                                | 35:03,01   |
| 6     | Petra Niklas (LG Jägermeister Bonn-Meckenheim)                      | 35:06,63   |
| 7     | Kerstin Preßler (LG Süd Berlin)                                     | 35:07,52   |
| 8     | Doris Schlosser (OSC Hoechst)                                       | 35:18,42   |

Datum: 22. Juni

### 25-km-Straßenlauf
| Platz | Athletin, Verein                                 | Zeit (h) |
| ----- | ------------------------------------------------ | -------- |
| 1     | Vera Michallek, geb. Steiert (SC Eintracht Hamm) | 1:31:15  |
| 2     | Angelika Dunke (DLC Aachen)                      | 1:31:27  |
| 3     | Christina Mai (LAV co op Dortmund)               | 1:31:31  |
| 4     | Jutta Braun (TV Mannheim-Rheinau)                | 1:31:36  |
| 5     | Petra Niklas (LG Jägermeister Bonn-Meckenheim)   | 1:31:40  |
| 6     | Gabriela Wolf (LAV co op Dortmund)               | 1:31:54  |
| 7     | Margret Bruckmann (LAF Merchweiler)              | 1:31:57  |
| 8     | Christa Dotzler (LAC Quelle Fürth)               | 1:32:03  |

Datum: 22. September
fand in Schwalmtal im Niederrhein statt

### 25-km-Straßenlauf, Mannschaftswertung
| Platz | Verein, Besetzung                                                         | Zeit (h) |
| ----- | ------------------------------------------------------------------------- | -------- |
| 1     | LAV co op Dortmund I (Christina Mai, Gabriela Wolf, Bernadette Hudy)      | 4:36:04  |
| 2     | LAV co op Dortmund II (Christel Oesterling, Heidi Schulte, Ingrid Steiff) | 4:59:52  |
| 3     | PSV Grün-Weiß Kassel (Angelika Stephan, Mira Sax, Britta Ringk)           | 5:04:36  |
| 4     | SF Düsseldorf-Süd (Sander, Brinkmann, Steflovic)                          | 5:10:50  |
| 5     | TV Bad Mergentheim (Martina Becker, Erika Herz, G. Herz)                  | 5:13:11  |
| 6     | DJK Würzburg (Elfi Fischer, Marga Rabold, C. Meyer)                       | 5:15:55  |
| 7     | TUSEM Essen (Gisela Neiß, Lieselotte Bremer, Ingeborg Zaparthy)           | 5:24:18  |
| 8     | TuS 09 Erkenschwick (Claudia Borgschulze, Richter, Lokar)                 | 5:24:29  |

Datum: 22. September
fand in Schwalmtal im Niederrhein statt

### Marathon
| Platz | Athletin, Verein                      | Zeit (h) |
| ----- | ------------------------------------- | -------- |
| 1     | Susanne Riermeier (LAC Quelle Fürth)  | 2:38:13  |
| 2     | Gabriela Wolf (LAV co op Dortmund)    | 2:40,31  |
| 3     | Christel Eilhoff (LAV co op Dortmund) | 2:46:58  |
| 4     | Birgit Lennartz (ASV Sankt Augustin)  | 2:49:29  |
| 5     | Bernadette Hudy (LAV co op Dortmund)  | 2:50:55  |
| 6     | Heidi Schulte (LAV co op Dortmund)    | 2:52:41  |
| 7     | Erika Herz (TV Bad Mergentheim)       | 2:53:01  |
| 8     | Angelika Dunke (DLC Aachen)           | 2:54:15  |

Datum: 15. April
fand in Kandel statt

### Marathon, Mannschaftswertung
| Platz | Verein, Besetzung                                                     | Zeit (h) |
| ----- | --------------------------------------------------------------------- | -------- |
| 1     | LAV co op Dortmund (Gabriela Wolf, Christel Eilhoff, Bernadette Hudy) | 08:18:24 |
| 2     | LGV Marathon Gießen (Andrea Hofmann, Helma Kaus, Lydia Backes)        | 10:04:40 |
| 3     | TV Huchem-Stammeln (Birgit Halking, Käthe Decker, Alexandra Cremer)   | 10:07:18 |

Datum: 15. April
fand in Kandel statt
nur 3 Mannschaften in der Wertung

### 100 m Hürden
| Platz | Athletin, Verein                          | Zeit (s) |
| ----- | ----------------------------------------- | -------- |
| 1     | Ulrike Denk (ASV Köln)                    | 13,12    |
| 2     | Edith Oker (LG Bayer Leverkusen)          | 13,17    |
| 3     | Gudrun Lattner (TSV Abensberg)            | 13,41    |
| 4     | Claudia Reidick (MTG Mannheim)            | 13,59    |
| 5     | Birgit Engel (TK Grevenbroich)            | 13,62    |
| 6     | Anke Köninger (VfB Stuttgart)             | 13,64    |
| 7     | Brigitte Gerstenmaier (SC Eintracht Hamm) | 13,76    |
| 7     | Sabine Braun (LAV Düsseldorf)             | 13,76    |

Datum: 22. Juni
Wind: −1,2 m/s

### 400 m Hürden
| Platz | Athletin, Verein                                 | Zeit        |
| ----- | ------------------------------------------------ | ----------- |
| 1     | Marlies Harnes (OSC Berlin)                      | 0057,99 s00 |
| 2     | Gudrun Abt (TSV Genkingen)                       | 0058,35 s00 |
| 3     | Angela Wilhelm (LG Nord Berlin)                  | 0058,48 s00 |
| 4     | Birgit Wolf (SV Böblingen)                       | 0058,92 s00 |
| 5     | Gisela Kinzel, geb, Gottwald (SC Eintracht Hamm) | 0059,26 s00 |
| 6     | Claudia Schittenhelm (VfL Sindelfingen)          | 0059,34 s00 |
| 7     | Anke Moritz (ABC Ludwigshafen)                   | 1:00,85 min |
| 8     | Dagmar Karck (TB Emmendingen)                    | 1:01,04 min |

Datum: 24. Juni

### 4 × 100 m Staffel
| Platz | Verein, Besetzung                                                                         | Zeit (s) |
| ----- | ----------------------------------------------------------------------------------------- | -------- |
| 1     | LG Bayer Leverkusen I (Edith Oker, Susanne Meiß, Bianca Betz, Claudia Steger)             | 45,46    |
| 2     | LAC Quelle Fürth (Heidrun Wellhöfer, Ulrike Sommer, Angelika Kuhmann, Frauke Welzel)      | 45,88    |
| 3     | LAV Düsseldorf (Karin Wiesel, Sabine Braun, Sabine Everts, Heike vom Wege)                | 45,97    |
| 4     | SC Eintracht Hamm (Brigitte Gerstenmaier, Andrea Bersch, Mechthild Kluth, Corinna Krug)   | 46,15    |
| 5     | MTV Ingolstadt (Resi März – geb. Fischer, Michaela Schabinger, Monika Nagel, Petra Rappe) | 46,21    |
| 6     | LG Bayer Leverkusen II (Sabine Többen, Sabine Drücke, Erika Wüst, Jutta Stöckmann)        | 46,84    |
| 7     | LG Nordwest Hamburg (Pfau, Stefanie Hühn, Gabriele Scholz, Hartkopf)                      | 47,34    |
| DNF   | VfL Sindelfingen (Annette Bürkle, Margit Wagner, Antje Diel, Heidi-Elke Gaugel)           |          |

Datum: 23. Juni

### 4 × 400 m Staffel
| Platz | Verein, Besetzung                                                                           | Zeit (min) |
| ----- | ------------------------------------------------------------------------------------------- | ---------- |
| 1     | SC Eintracht Hamm (Helga Arendt, Corinna Krug, Gisela Kinzel – geb, Gottwald, Gaby Bußmann) | 3:33,54    |
| 2     | LG Bayer Leverkusen I (Claudia Steger, Christina Sussiek, Petra Kleinbrahm, Elke Decker)    | 3:34,22    |
| 3     | LAV Düsseldorf (Sabine Everts, Karin Wiesel, Beate Holzapfel, Sabine Braun)                 | 3:34,76    |
| 4     | LG Nord Berlin (Cornelia Bahls, Ines Conradi, Raela Schwerdtfeger, Angela Wilhelm)          | 3:44,25    |
| 5     | Eintracht Frankfurt (Martina Prehler, Susanne Breithaupt, Uta Eckhardt, Christina Becker)   | 3:44,92    |
| 6     | LG Bayer Leverkusen II (Erika Wüst, Kotzan, Erika Weinstein – geb. Götz, Iris Künstner)     | 3:46,95    |
| 7     | TV Konstanz (Petra Höfler, Susanne Hellwig – geb. Braun, Monika Tillmann, Karin Lehmann)    | 3:47,72    |
| 8     | LG Nordwest Hamburg (Hartkopf, Prüter, Sievers, Schwenecke)                                 | 3:50,70    |

Datum: 24. Juni

### 3 × 800 m Staffel
| Platz | Verein, Besetzung                                                                | Zeit (min)  |
| ----- | -------------------------------------------------------------------------------- | ----------- |
| 1     | ASV Köln (Simone Büngener, Roswitha Gerdes, Brigitte Kraus)                      | 6:08,12 DRV |
| 2     | LG Nord Berlin (Cornelia Bahls, Raela Schwerdtfeger, Angela Wilhelm)             | 6:24,790000 |
| 3     | TSV Kirchhain (Edith Maciossek, Jutta Nübel, Gabriela Lesch)                     | 6:34,810000 |
| 4     | LG Bayer Leverkusen (Marion Rentsch, Ide, Sabine Weiß)                           | 6:35,190000 |
| 5     | LAV Aschaffenburg (Monika Fleischmann, Astrid Schmidt, Annette Rühl)             | 6:37,930000 |
| 6     | LAV co op Dortmund (Brigitte Pauls, Franz, Christina Mai)                        | 6:38,370000 |
| 7     | LAV Bayer Uerdingen/Dormagen (Ines Maiwald, Braun, Martina van Dam – geb. Krott) | 6:38,540000 |
| 8     | TK Hannover (Lehmann, Anke Bätjer, Sümenicht)                                    | 6:42,410000 |

Datum: 22. Juli
fand in Fulda im Rahmen der Deutschen Jugendmeisterschaften statt
Mit der Siegerzeit von 6:08,12 min stellte der ASV Köln einen neuen deutschen Rekord für Vereinsstaffeln auf.

### 5 km Gehen
| Platz | Athletin, Verein                         | Zeit (min) |
| ----- | ---------------------------------------- | ---------- |
| 1     | Ingrid Adam (LAV Düsseldorf)             | 24:12,1    |
| 2     | Jutta Schwoche (Eintracht Hildesheim)    | 24:30,3    |
| 3     | Dorothee Knäringer (TSG Esslingen)       | 25:03,3    |
| 4     | Renate Warz (LG Mainburg-Niederaichbach) | 25:15,6    |
| 5     | Lilo Kallweit (LG Essen)                 | 25:17,7    |
| 6     | Silvia Schmider (TV Biberach)            | 25:36,9    |
| 7     | Barbara Knäringer (TSG Esslingen)        | 25:4300    |
| 8     | Brigitte Buck (FC Langenau)              | 25:4600    |

Datum: 15. April
fand in Bad Krozingen statt

### 5 km Gehen, Mannschaftswertung
| Platz | Verein, Besetzung                                                                   | Zeit (h) |
| ----- | ----------------------------------------------------------------------------------- | -------- |
| 1     | LG Mainburg-Niederaichbach (Renate Warz, Gabi Daffner, Gudrun Warz)                 | 1:19:56  |
| 2     | Viermärker Waldlauf Gemeinschaft I (Adelheid Zschieschang, Margot Jessat, Coesfeld) | 1:20:44  |
| 3     | LAV Düsseldorf (Ingrid Adam, Pfeifer, Zimmermann)                                   | 1:23:38  |
| 4     | TV Biberach (Silvia Schmider, Christine Riedel, Martina Schmider)                   | 1:23:55  |
| 5     | ATS Cuxhaven (Peggy Behring, Brunhilde Schmakies, Isabell Goßmann)                  | 1:24:19  |
| 6     | TSG Esslingen (Dorothee Knäringer, Barbara Knäringer, Traude Knäringer)             | 1:24:22  |
| 7     | Turnerbund Gaggenau (Rosita Trust, Gerda Kruse, Monika Trust)                       | 1:27:32  |
| 8     | Viermärker Waldlauf Gemeinschaft II (Kemper, Brand, Bornemann)                      | 1:30:58  |

Datum: 15. April
fand in Bad Krozingen statt

### Hochsprung
| Platz | Athletin, Verein                         | Höhe (m) |
| ----- | ---------------------------------------- | -------- |
| 1     | Heike Redetzky (TSV Kronshagen)          | 1,91     |
| 2     | Ulrike Meyfarth (LG Bayer Leverkusen)    | 1,91     |
| 3     | Brigitte Holzapfel (TV Wattenscheid 01)  | 1,89     |
| 4     | Andrea Breder (SV Saar 05 Saarbrücken)   | 1,86     |
| 5     | Andrea Arens (OSC Thier Dortmund)        | 1,83     |
| 5     | Birgit Dressel (USC Mainz)               | 1,83     |
| 7     | Nicole Hundertmark (Eintracht Frankfurt) | 1,80     |
| 7     | Petra Wziontek (ASV Köln)                | 1,80     |
| 7     | Christiane Mergemann (MTV Celle)         | 1,80     |

Datum: 24. Juni
Die im vorletzten Jahr wieder erstarkte amtierende Europameisterin Ulrike Meyfarth gewann einige Wochen später in Los Angeles ihre zweite Hochsprung-Goldmedaille nach 1972, nachdem sie hier in Düsseldorf eine Niederlage gegen die junge Überraschungsmeisterin Heike Redetzky, spätere Heike Henkel einstecken musste.

### Weitsprung
| Platz | Athletin, Verein                                 | Weite (m) |
| ----- | ------------------------------------------------ | --------- |
| 1     | Anke Weigt (LG Bayer Leverkusen)                 | 6,43      |
| 2     | Sabine Everts (LAV Düsseldorf)                   | 6,43      |
| 3     | Jasmin Feige, geb. Fischer (LG Bayer Leverkusen) | 6,43      |
| 4     | Anna Buballa (SCC Berlin)                        | 6,38      |
| 5     | Anette Hellig (SCC Berlin)                       | 6,35      |
| 6     | Birgit Dressel (USC Mainz)                       | 6,24      |
| 7     | Kirsten Schallau (SuS Schalke 96)                | 6,13      |
| 8     | Stefanie Hühn (LG Nordwest Hamburg)              | 6,04      |

Datum: 23. Juni

### Kugelstoßen
| Platz | Athletin, Verein                    | Weite (m) |
| ----- | ----------------------------------- | --------- |
| 1     | Claudia Losch (LAC Quelle Fürth)    | 19,67     |
| 2     | Vera Schmidt (USC München)          | 17,62     |
| 3     | Birgit Petsch (LG Bayer Leverkusen) | 17,43     |
| 4     | Veronika Czorny (LG Frankfurt)      | 16,26     |
| 5     | Petra Leidinger (VT Zweibrücken)    | 15,87     |
| 6     | Mechthild Schönleber (ASV Köln)     | 15,66     |
| 7     | Gabriele Krause (LAV Hamburg Nord)  | 15,46     |
| 8     | Beate Göbe (LG Kiel)                | 14,16     |

Datum: 24. Juni
Die deutsche Meisterin Claudia Losch gewann ein paar Wochen später bei den Olympischen Spielen in Los Angeles die Goldmedaille.

### Diskuswurf
| Platz | Athletin, Verein                      | Weite (m) |
| ----- | ------------------------------------- | --------- |
| 1     | Ingra Manecke (LAC Quelle Fürth)      | 63,08     |
| 2     | Claudia Losch (LAC Quelle Fürth)      | 57,20     |
| 3     | Doris Gutewort (LAC Quelle Fürth)     | 56,50     |
| 4     | Dagmar Galler (LG Bayer Leverkusen)   | 54,96     |
| 5     | Andrea Röddecke (LG Bayer Leverkusen) | 54,22     |
| 6     | Barbara Beuge (SCC Berlin)            | 52,34     |
| 7     | Ursula Kreutel (Stuttgarter Kickers)  | 50,70     |
| 8     | Mechthild Schönleber (ASV Köln)       | 49,04     |

Datum: 23. Juni

### Speerwurf
| Platz | Athletin, Verein                        | Weite (m) |
| ----- | --------------------------------------- | --------- |
| 1     | Ingrid Thyssen (LG Bayer Leverkusen)    | 65,00     |
| 2     | Beate Peters (OSC Thier Dortmund)       | 63,02     |
| 3     | Brigitte Graune (ASV Köln)              | 59,54     |
| 4     | Manuela Alizadeh (LG Kappelberg)        | 57,10     |
| 5     | Gusti Höss (LG Neusäß-Augsburg)         | 54,56     |
| 6     | Gabriele Fuhrmann (LG Bayer Leverkusen) | 51,60     |
| 7     | Bettina Marquardt (ASC 1846 Göttingen)  | 49,16     |
| 8     | Constanze Zahn (LG Bayer Leverkusen)    | 49,06     |

Datum: 23. Juni

### Siebenkampf
| Platz | Athletin, Verein                      | Leistung (Pkte) |
| ----- | ------------------------------------- | --------------- |
| 1     | Anke Köninger (VfB Stuttgart)         | 5775            |
| 2     | Birgit Dressel (USC Mainz)            | 5735            |
| 3     | Kirsten Schallau (SuS Schalke 96)     | 5611            |
| 4     | Monika Krolkiewicz (LAC Quelle Fürth) | 5489            |
| 5     | Angelika Kuhmann (LAC Quelle Fürth)   | 5370            |
| 6     | Regine Schütze (Stuttgarter LC)       | 5279            |
| 7     | Silvia Anetzberger (TV Hauzenberg)    | 5200            |
| 8     | Christine Obermeit (SuS Schalke 96)   | 5130            |

Datum: 8./9. September
fand in Ahlen statt

### Siebenkampf, Mannschaftswertung
| Platz | Verein, Besetzung                                                          | Leistung (Pkte) |
| ----- | -------------------------------------------------------------------------- | --------------- |
| 1     | LAV Düsseldorf (Sabine Braun, Brigitte Holzapfel, Kirsten Behmer)          | 17.043          |
| 2     | LAC Quelle Fürth (Heidrun Wellhöfer, Monika Krolkiewicz, Angelika Kuhmann) | 16.350          |
| 3     | SuS Schalke 96 (Kirsten Schallau, Christine Obermeit, Gerhard)             | 15.720          |
| 4     | LG Nordwest Hamburg (Stefanie Hühn, Gabriele Scholz, Kerstin Sasse)        | 15.604          |
| 5     | SV Fichte Bielefeld (Birgit Schmidt, Kerstin Poltrock, Ute Mennemann)      | 15.409          |
| 6     | USC Mainz (Birgit Dressel, Schmidt, Inken Dettmer)                         | 14.783          |

Datum: 8./9. September
fand in Ahlen statt
nur 6 Teams in der Wertung

### CrosslaufMittelstrecke –2,7 km
| Platz | Athletin, Verein                        | Zeit (min) |
| ----- | --------------------------------------- | ---------- |
| 1     | Brigitte Kraus (ASV Köln)               | 8:02,2     |
| 2     | Birgit Petersen (ASV Köln)              | 8:04,6     |
| 3     | Christiane Finke (LG Göttingen)         | 8:09,0     |
| 4     | Vera Kemper (LG Bayer Leverkusen)       | 8:10,5     |
| 5     | Veronika Manz (SKV Eglosheim)           | 8:16,8     |
| 6     | Ursula Heldt (TSV Salzgitter)           | 8:23,8     |
| 7     | Dorothee Fleschen (LG Bayer Leverkusen) | 8:24,9     |
| 8     | Karin Bülau (LBV Phönix Lübeck)         | 8:27,8     |

Datum: 25. Februar
fand in Waiblingen statt

### CrosslaufMittelstrecke –2,7 km, Mannschaftswertung
| Platz | Verein, Besetzung                                                         | Platzziffer |
| ----- | ------------------------------------------------------------------------- | ----------- |
| 1     | LG Bayer Leverkusen (Vera Kemper, Fleschen, Sabine Weiß)                  | 22          |
| 2     | ASV Köln (Brigitte Kraus, Birgit Petersen, Bettina Werker)                | 22          |
| 3     | TSV Salzgitter (Ursula Heldt, Jutta Stec, Ilona Stec)                     | 59          |
| 4     | LBV Phönix Lübeck (Karin Bülau, Kröseler, Maike Rundshagen)               | 81          |
| 5     | TV Niederschelden (Sabine Menn, Mathes, Kleikamp)                         | 85          |
| 6     | Rot-Weiß Koblenz (Ingrid Fischer, Petra Rotthäuser, Julietta Klaßmann)    | 88          |
| 7     | LSG Aalen (Christ, Bader, Däs)                                            | 97          |
| 8     | SV Saar 05 Saarbrücken (Claudia Palocsay, Steffi Hertel, Gisela Mellmann) | 99          |

Datum: 25. Februar
fand in Waiblingen statt

### CrosslaufLangstrecke –6,8 km
| Platz | Athletin, Verein                                     | Zeit (min) |
| ----- | ---------------------------------------------------- | ---------- |
| 1     | Monika Lövenich, geb. Greschner (TV Huchem-Stammeln) | 21:32,4    |
| 2     | Renate Kieninger (VfL Sindelfingen)                  | 22:07,0    |
| 3     | Monika Schäfer (LAC Quelle Fürth)                    | 22:27,1    |
| 4     | Helma Lindner (LAC Quelle Fürth)                     | 22:39,1    |
| 5     | Susanne Bennett (Hamburger SV)                       | 22:45,0    |
| 6     | Sigrid Wulsch (Bielefelder TG)                       | 22:54,1    |
| 7     | Petra Niklas (LG Jägermeister Bonn-Meckenheim)       | 23:09,0    |
| 8     | Kerstin Preßler (LG Süd Berlin)                      | 23:12,1    |

Datum: 25. Februar
fand in Waiblingen statt

### CrosslaufLangstrecke –6,8 km, Mannschaftswertung
| Platz | Verein, Besetzung                                                           | Platzziffer |
| ----- | --------------------------------------------------------------------------- | ----------- |
| 1     | LAC Quelle Fürth (Monika Schäfer, Helma Lindner, Christa Dotzler)           | 026         |
| 2     | LG Jägermeister Bonn-Meckenheim (Petra Niklas, Regina Dietz, Ursula Köther) | 034         |
| 3     | Bielefelder TG (Sigrid Wulsch, Steffi Böker, Jutta Helmich)                 | 039         |
| 4     | LG Süd Berlin (Kerstin Preßler, Susanne Müller, Renate Güttler)             | 059         |
| 5     | Hamburger SV (Susanne Bennett, Maria Nunner, Bartels)                       | 078         |
| 6     | PSV Grün-Weiß Kassel (Schneider, Mira Sax, Börger)                          | 087         |
| 7     | SCC Berlin (Gruber, Brandt, Lehmann)                                        | 093         |
| 8     | TuS Neunkirchen (Inge Eibach, Ruth Hock, Brigitte Will)                     | 101         |

Datum: 25. Februar
fand in Waiblingen statt

## Videolinks
- Deutsche Meisterschaften 1984 D'dorf Sprints Frauen, youtube.com, abgerufen am 22. April 2021
- Deutsche Marathonmeisterschaften 1984 in Kandel, youtube.com, abgerufen am 22. April 2021